# Список пэров Франции
Пэры Франции (фр. Pair de France) Старого Режима. Титул введён примерно в 1180 году Филиппом II Августом. За всю историю старого режима были созданы пэрства с герцогским титулом для следующих лиц:
- Роберт III д’Артуа (1287—1342)
- Рено де Бурбон (бастард де Бурбон) (?—1483)
- Клод I Лотарингский (1496—1550), герцог де Гиз и пэр Франции 1527—1550
- 1538—1561: Франсуа I де Невер (1516—1561)
- Людовик IV Неверский (1539—1595)
- Франсуа II де Невер (1540—1563)
- Франсуа Лотарингский (1519—1563), герцог де Гиз и пэр Франции 1550—1563
- Клод II Лотарингский (1526—1573), герцог д’Омаль и пэр Франции 1550—1573
- Анн де Монморанси (1492—1567), герцог де Монморанси и пэр Франции 1551—1567
- 1563—1564: Жак Клевский (1544—1564)
- Анри I Лотарингский (1550—1588), герцог де Гиз и пэр Франции 1563—1588
- Никола Лотарингский (1524—1577), принц де Меркёр 1563—1569, герцог де Меркёр и пэр Франции 1569—1577
- Франсуа де Монморанси (1530—1579), герцог де Монморанси и пэр Франции 1567—1579
- Шарль Лотарингский (1554—1611), герцог де Майенн и пэр Франции 1573—1611
- Шарль II Лотарингский (1555—1631), герцог д’Омаль и пэр Франции 1573—1631
- Филипп Эммануэль Лотарингский (1558—1602), герцог де Меркёр и пэр Франции 1577—1602
- Карло I Гонзага (1580—1637)
- Шарль Лотарингский (1571—1640), граф д’Э и пэр Франции 1571—1640, герцог де Гиз и пэр Франции 1588—1640
- Жильбер III де Леви (?—1591), герцог де Вантадур 1578—1589, герцог де Вантадур и пэр Франции 1589—1591
- Анри I де Монморанси (1534—1614), герцог де Монморанси и пэр Франции 1579—1614
- Шарль I Лотарингский (1556—1605), герцог д’Эльбёф и пэр Франции 1581—1605
- Жан Луи де Ногаре (1554—1642), герцог д’Эпернон и пэр Франции 1581—1642
- Анн де Леви (?—1622), герцог де Вантадур и пэр Франции 1591—1622
- Габриэль д’Эстре (1573—1599), герцогиня де Бофор и пэр Франции 1597—1599
- Шарль де Гонто (1562—1602), герцог де Бирон и пэр Франции 1598—1602
- Анри Лотарингский (1578—1621), герцог д’Эгийон и пэр Франции 1599—1621, герцог де Майенн и пэр Франции 1611—1621
- Шарль II Лотарингский (1596—1657), герцог д’Эльбёф и пэр Франции 1601—1650
- Клод Лотарингский (1578—1657), герцог де Шеврёз 1606—1612, герцог де Шеврёз и пэр Франции 1612—1655
- Шарль де Монморанси (1537—1612), герцог де Дамвиль и пэр Франции 1610—1612
- Анри де Ногаре (1591-), герцог д’Аллюэн и пэр Франции 1611—1639, герцог де Кандаль и пэр Франции 1621—1639
- Анри II де Монморанси (1595—1632), герцог де Монморанси и пэр Франции 1614—1632
- Шарль Луи Лотарингский (1618-), герцог де Жуайёз и пэр Франции 1618—1637
- Шарль д’Альбер (1578—1621), герцог де Люинь и пэр Франции 1619—1621
- Роже II де Сен-Лари (1563—1646), герцог де Бельгард и пэр Франции 1620—1646
- Луи Шарль д’Альбер (1620—1699), герцог де Люинь и пэр Франции 1621—1690
- Онорэ д’Альбер (1581—1649), герцог де Шон и пэр Франции 1621—1649
- Бернар де Ногаре (1592—1661), герцог де Ла Валетт и пэр Франции 1622—1661, герцог д’Эпернон и пэр Франции 1642—1661
- Шарль де Леви (1600-), герцог де Вантадур и пэр Франции 1622—1649
- Шарлотта Маргарита де Монморанси (1594—1650)
- Жорж де Виллар (1565-), герцог де Виллар 1628—1652, герцог де Виллар-Бранка и пэр Франции 1652—1657
- Анн Лотарингская (1595-), герцогиня д’Омаль и пэр Франции 1631—1638
- Арман Жан дю Плесси (1585-), герцог де Ришельё и пэр Франции 1631—1642, герцог де Фронзак и пэр Франции 1634—1642
- Клод де Рувруа (1607-), герцог де Сен-Симон и пэр Франции 1632—1693
- Шарлотт Маргерит де Монморанси (1593-), герцогиня де Монморанси и пэр Франции 1633—1650
- 1637—1659: Карло III Гонзага (1629—1665)
- Луи Лотарингский (1622-), герцог де Жуайёз и пэр Франции 1637—1654, граф д’Э и пэр Франции 1654
- Мари Мадлен де Виньеро (1604-), герцогиня д’Эгийон и пэр Франции 1637—1675
- Анри II Лотарингский (1614—1664), граф д’Э и пэр Франции 1640—1641, 1643—1654, герцог де Гиз и пэр Франции 1640—1664
- Арман Жан де Виньеро (1629-), герцог де Ришельё и пэр Франции 1642—1715, герцог де Фронзак и пэр Франции 1674—1715
- Анри де Леви (1595-), герцог де Вантадур и пэр Франции 1649—1680
- Анри Луи д’Альбер (1621-), герцог де Шон и пэр Франции 1649—1653
- Шарль III Лотарингский (1620—1692), герцог д’Эльбёф и пэр Франции 1650—1692
- Шарль д’Альбер (1625-), герцог де Шон и пэр Франции 1653—1698
- Луи Жозеф Лотарингский (1650—1671), герцог де Жуайёз и пэр Франции 1654—1671, граф д’Э и пэр Франции 1654—1660, герцог де Гиз и пэр Франции 1664—1671
- Луи Франсуа де Виллар герцог де Виллар-Бранка и пэр Франции 1657—1679
- Франсуа де Клермон-Тоннер (1629—1701)
- Франсуа де Арле де Шамваллон (1625—1695)
- Франсуа Анри де Монморанси (1628-), герцог де Пинэ-Люксембург и пэр Франции 1661—1695
- Никола V де Нёвиль (1597-), герцог де Вильруа и пэр Франции 1663—1685
- Франсуа Аннибал I д’Эстре (1573-), герцог д’Эстре и пэр Франции 1663—1670
- Франсуа Аннибал II д’Эстре (1649-), герцог д’Эстре и пэр Франции 1670—1687
- Франсуа Жозеф Лотарингский (1670—1675), герцог де Гиз и пэр Франции, герцог де Жуайёз и пэр Франции 1671—1675
- Мари Лотарингская (1615-), герцогиня де Жуайёз и пэр Франции 1675—1688
- Мари Терез де Виньеро (1636-), герцогиня д’Эгийон и пэр Франции 1675—1705
- Жак-Номпар де Комон (1632—1699)
- Анри-Жюль де Бурбон-Конде (1643—1709)
- Луи I де Виллар (1663-), герцог де Виллар-Бранка и пэр Франции 1679—1709
- Луи Шарль де Леви (1647—1717), герцог де Вантадур и пэр Франции 1680—1717
- Франсуа де Нёвиль (1644-), герцог де Вильруа и пэр Франции 1685—1730
- Луи Арман д’Эстре (1682-), герцог д’Эстре и пэр Франции 1687—1723
- Шарль Онорэ д’Альбер (1646-), герцог де Люинь и пэр Франции 1690—1712
- Анри Лотарингский (1661—1748), герцог д’Эльбёф и пэр Франции 1692—1748
- Луи де Рувруа (1675—1755), герцог де Сен-Симон и пэр Франции 1693—1755
- Шарль де Монморанси (1662-), герцог де Монморанси 1688—1702, герцог де Пинэ-Люксембург и пэр Франции 1695—1726
- Луи Франсуа де Буффлер (1644-), герцог де Буффлер 1695—1708, герцог де Буффлер и пэр Франции 1708—1711
- Поль Сижисмон де Монморанси (1664-), герцог де Шатильон и пэр Франции 1696—1713
- Эктор де Виллар (1653-), герцог де Виллар 1705—1709, герцог де Виллар и пэр Франции 1709—1734
- Луи Антуан де Виллар (1682—1759), герцог де Виллар-Бранка и пэр Франции 1709—1751
- Луи III де Бурбон-Конде (Монсеньор ле Дюк) (1668—1710)
- Луи Огюст д’Альбер (1676—1744), герцог де Шон и пэр Франции 1711—1729
- Жозеф Мари де Буффлер (1706-), герцог де Буффлер и пэр Франции 1711—1747
- Шарль Филипп д’Альбер (1695-), герцог де Люинь и пэр Франции 1712—1758
- Шарль Поль де Монморанси (1697-), герцог де Шатильон и пэр Франции 1713—1735
- Арман де Виньеро (1696-), герцог де Ришельё и пэр Франции, герцог де Фронзак и пэр Франции 1715—1788
- Шарль Арман де Гонто (1663—1756), герцог де Бирон 1715—1723, герцог де Бирон и пэр Франции 1723—1733
- Луи Франсуа де Нёвиль (1695-), герцог де Рец и пэр Франции 1722—1766, герцог де Вильруа и пэр Франции 1734—1766
- Виктор Мари д’Эстре (1660-), герцог д’Эстре и пэр Франции 1723—1737
- Шарль Эжен де Леви (1669-), герцог де Леви и пэр Франции 1723—1731
- Шарль де Монморанси (1702-), герцог де Монморанси 1702—1735, герцог де Пинэ-Люксембург и пэр Франции 1726—1764
- Мишель Фердинан д’Альбер (1714-), герцог де Шон и пэр Франции 1729—1769
- Луи Никола де Нёвиль (1663-), герцог де Вильруа и пэр Франции 1730—1734
- Арман Луи де Виньеро (1683-), герцог д’Эгийон и пэр Франции 1731—1750
- Франсуа Арман де Гонто (1689-), герцог де Бирон и пэр Франции 1733—1736
- Арман Онорэ де Виллар (1702-), герцог де Виллар и пэр Франции 1734—1770
- Шарль Анн де Монморанси (1721-), герцог де Шатильон и пэр Франции 1735—1777
- Антуан Шарль де Гонто (1717-), герцог де Бирон и пэр Франции 1736—1739
- Алексис де Шатильон (1690-), герцог де Шатильон и пэр Франции 1736—1754
- Жан Луи де Гонто (1692—1777), герцог де Бирон и пэр Франции 1739
- Луи Антуан де Гонто (1701-), герцог де Бирон и пэр Франции 1739—1788
- Шарль Луи де Фуке (1684-), герцог де Жизор и пэр Франции 1742—1761, герцог де Бель Иль и пэр Франции 1748—1761
- 1736: Жан Эркюль де Россе де Рокозель (1683—1748)
- Эммануэль Морис Лотарингский (1677—1763), герцог д’Эльбёф и пэр Франции 1748—1763
- Эмманюэль Арман де Виньеро (1720-), герцог д’Эгийон и пэр Франции 1750—1788
- Луи II де Виллар (1714-), герцог де Виллар-Бранка и пэр Франции 1751—1792
- Луи Гоше де Шатильон (1690-), герцог де Шатильон и пэр Франции 1754—1762
- Луи-Анри I де Бурбон-Конде (1692—1740)
- Шарль де Буффлер (1731-), герцог де Буффлер и пэр Франции 1747—1751
- Шарль Луи д’Альбер (1717-), герцог де Люинь и пэр Франции 1758—1771
- Гюи де Монморанси (1723-), герцог де Лаваль и пэр Франции 1758—1798
- Клод Антуан де Ла Рош Эймон (1697—1777)
- Антуан де Кюлен де Стуе де Коссад (1706—1772)
- Шарль Эжен Лотарингский (1751—1825), герцог д’Эльбёф и пэр Франции 1763—1825
- Анн де Монморанси (1737-), герцог де Пинэ-Люксембург и пэр Франции 1764—1803, герцог де Шатильон и пэр Франции 1777—1803
- Шарль Франсуа де Монморанси (1713-), герцог де Бомон-ан-Гатинуа и пэр Франции 1765—1787
- Луи Франсуа де Нёвиль (1731-), герцог де Вильруа и пэр Франции 1766—1794
- Луи д’Альбер (1741-), герцог де Шон и пэр Франции 1769—1793
- Луи д’Альбер (1748-), герцог де Люинь и пэр Франции 1771—1807
- Шарль Антуан де Гонто (1708-), герцог де Гонто 1758—1800, герцог де Бирон и пэр Франции 1788
- Арман Луи де Гонто (1747-), герцог де Лозен 1766—1793, герцог де Бирон и пэр Франции 1788—1793
- Арман Дезире де Виньеро (1761-), герцог д’Аженуа 1785—1800, герцог д’Эгийон и пэр Франции 1788—1800
- Анн Кристиан де Монморанси (1767-), герцог де Бомон-ан-Гатинуа и пэр Франции 1787—1821
- Луи Антуан де Виньеро (1736-), герцог де Ришельё и пэр Франции, 1788—1791
- Арман Эмманюэль де Виньеро (1766-), герцог де Фронзак и пэр Франции 1788—1822, герцог де Ришельё и пэр Франции, 1791—1822